# Seznam bývalých železničních hraničních přechodů v Česku

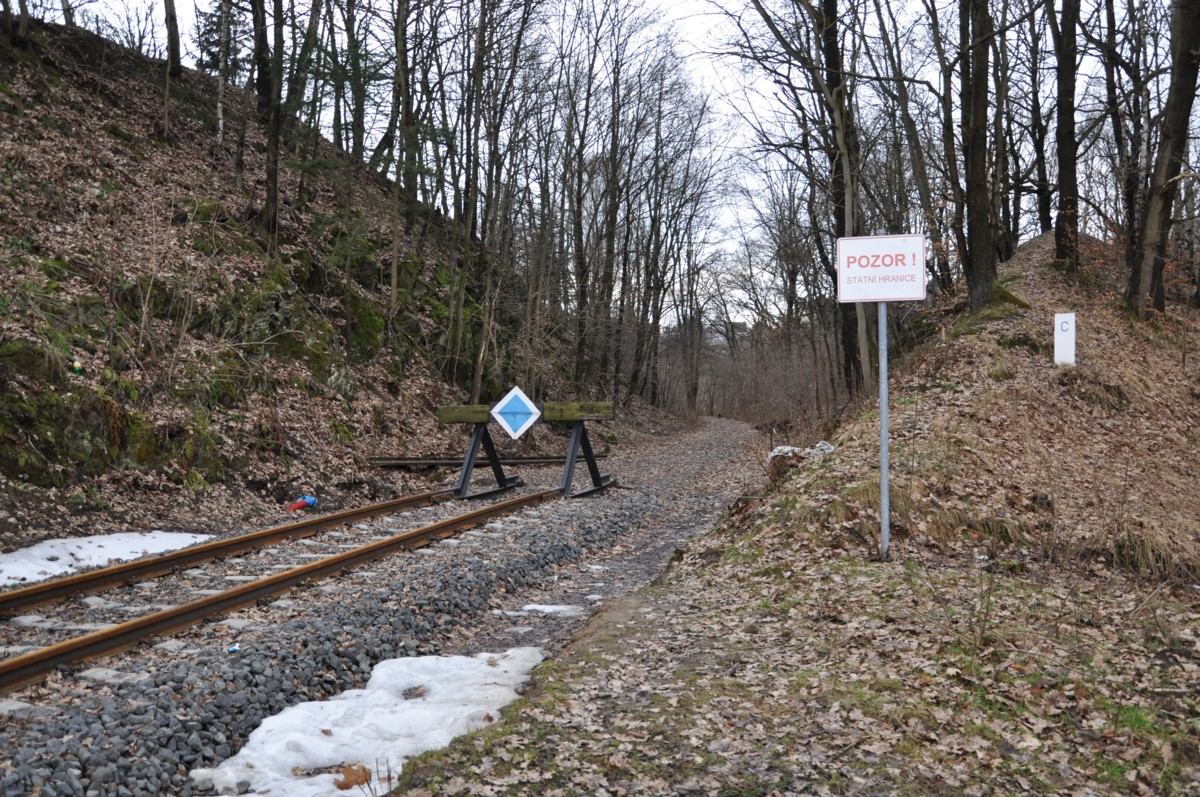
Znovuzavedení přeshraničního provozu mezi Sebnitz a Dolní Poustevnou bylo již několikrát odloženo, ale nakonec od července 2014 vlaky začaly opět jezdit

Železniční hraniční přechody České republiky, stav z roku 2011. Přechody uvedené kurzívou byly fyzicky zrušeny. Rok otevření trati uveden v závorce.
Pokud by na žádné železniční trati překračující hranice České republiky nebyl zastaven provoz, bylo by dnes k cestám do zahraničí možno využít více než padesát železničních hraničních přechodů. Vzhledem k uzavírkám tratí a změnám jízdních řádů je dnes pravidelná osobní přeprava provozována pouze na polovině z nich.
Po únosu tzv. „vlaku svobody“, uskutečněném v září 1951, padlo rozhodnutí vytrhat koleje na mnoha dalších nevyužívaných hraničních přechodech, aby se zabránilo podobným incidentům.

## Německo

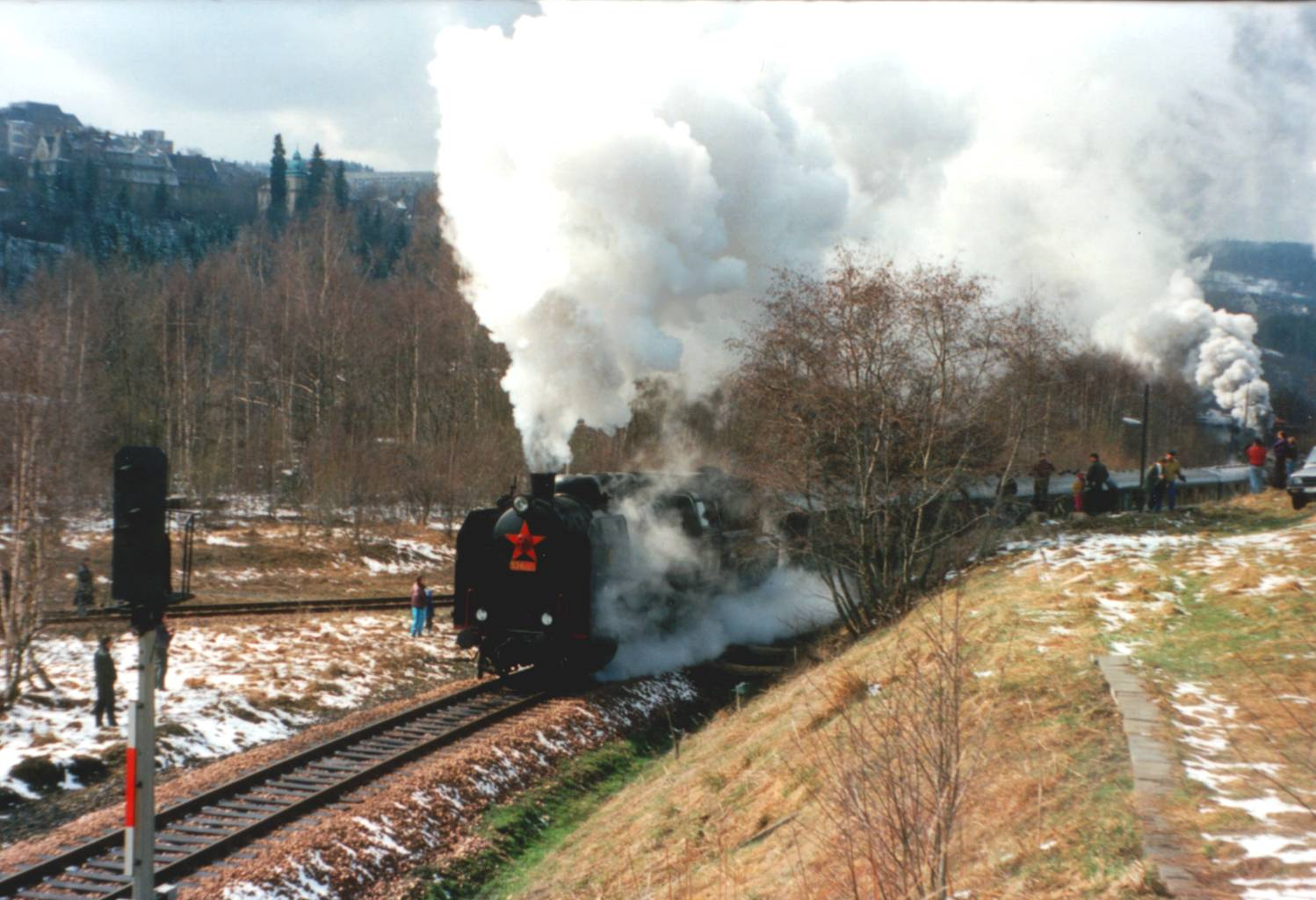
Slavnostní obnovení provozu na přechodu Potůčky-Johanngeorgenstadt v roce 1992

- Stožec – Haidmühle, uveden do provozu 1910, v roce 1948 provoz přerušen, 1951 odstraněny koleje. V současné provozuje spolek Pošumavská jižní dráha muzejní provoz na 105 m dlouhém úseku.[2]
- Železná Ruda – Bayerisch Eisenstein (1877), po 2. světové válce zrušen, od 1991 obnovena osobní doprava
- Česká Kubice – Furth im Wald (1861), v padesátých a šedesátých letech 20. století přerušena osobní doprava[3]
- Cheb – Waldsassen (1865–1945), zrušen, nyní cyklostezka
- Cheb – Schirnding (1883)
- Aš – Selb-Plößberg (1865), po 2. světové válce zastavena osobní doprava, nákladní doprava ukončena v roce 1995,[4] od prosince 2015 obnovena osobní doprava[5] [6]
- Hranice v Čechách – Adorf (1906-1945), zrušen
- Vojtanov – Bad Brambach (1865), viz Železniční trať Františkovy Lázně – Bad Brambach
- Kraslice – Klingenthal (1886), po druhé světové válce provoz přerušen, obnoveno 1999, dnes pouze osobní doprava, viz Železniční trať Sokolov–Kraslice
- Potůčky – Johanngeorgenstadt (1889), po druhé světové válce provoz přerušen, obnoveno 1992, dnes pouze osobní doprava, viz Železniční trať Karlovy Vary – Johanngeorgenstadt
- Vejprty – Bärenstein (1872), po druhé světové válce provoz přerušen, obnoveno 1993, 2014–2015 osobní doprava zastavena. 2016 osobní doprava opět obnovena.
- Křimov – Reitzenhain (1875), 1945 zrušen[7]
- Moldava v Krušných Horách – Holzhau, (1884–1945), o obnovení se jedná, viz Moldavská horská dráha
- Děčín – Bad Schandau (1851), viz Železniční trať Děčín – Dresden-Neustadt
- Dolní Poustevna – Sebnitz, (1905–1945; 2014–), provoz obnoven v červenci 2014, viz Železniční trať Rumburk–Sebnitz
- Rumburk – Ebersbach (1873), osobní doprava zrušena v roce 2010, viz Železniční trať Rumburk–Ebersbach
- Varnsdorf – Seifhennersdorf (1871), dnes pouze osobní doprava
- Varnsdorf – Großschönau (Sasko) (1871), dnes pouze osobní doprava
- Hrádek nad Nisou – Zittau (1859), dnes přes území Polska, viz Železniční trať Liberec–Zittau

## Polsko

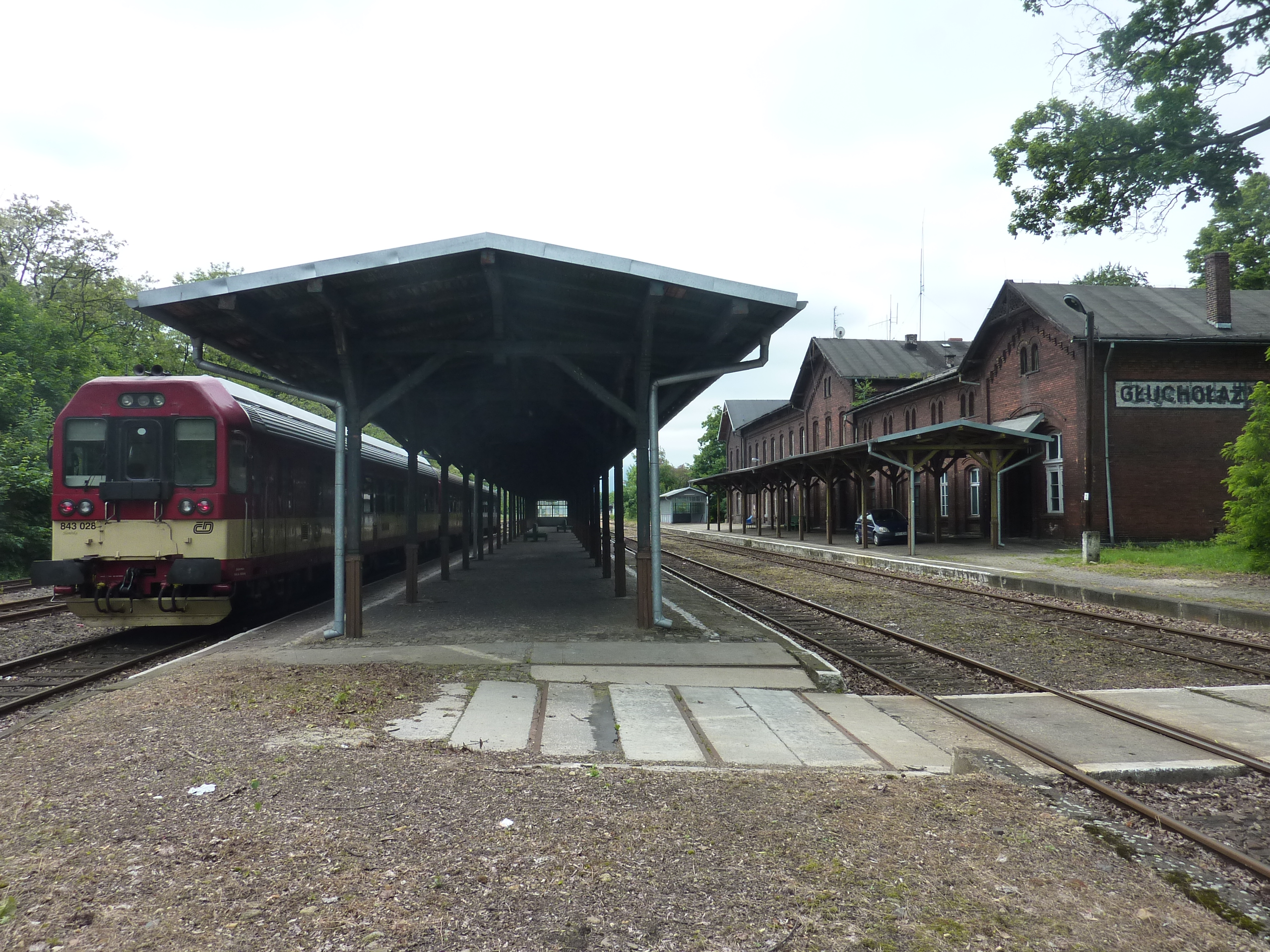
Vlak Českých drah stojící ve stanici Głuchołazy na peážní části trati č. 292 (2011)

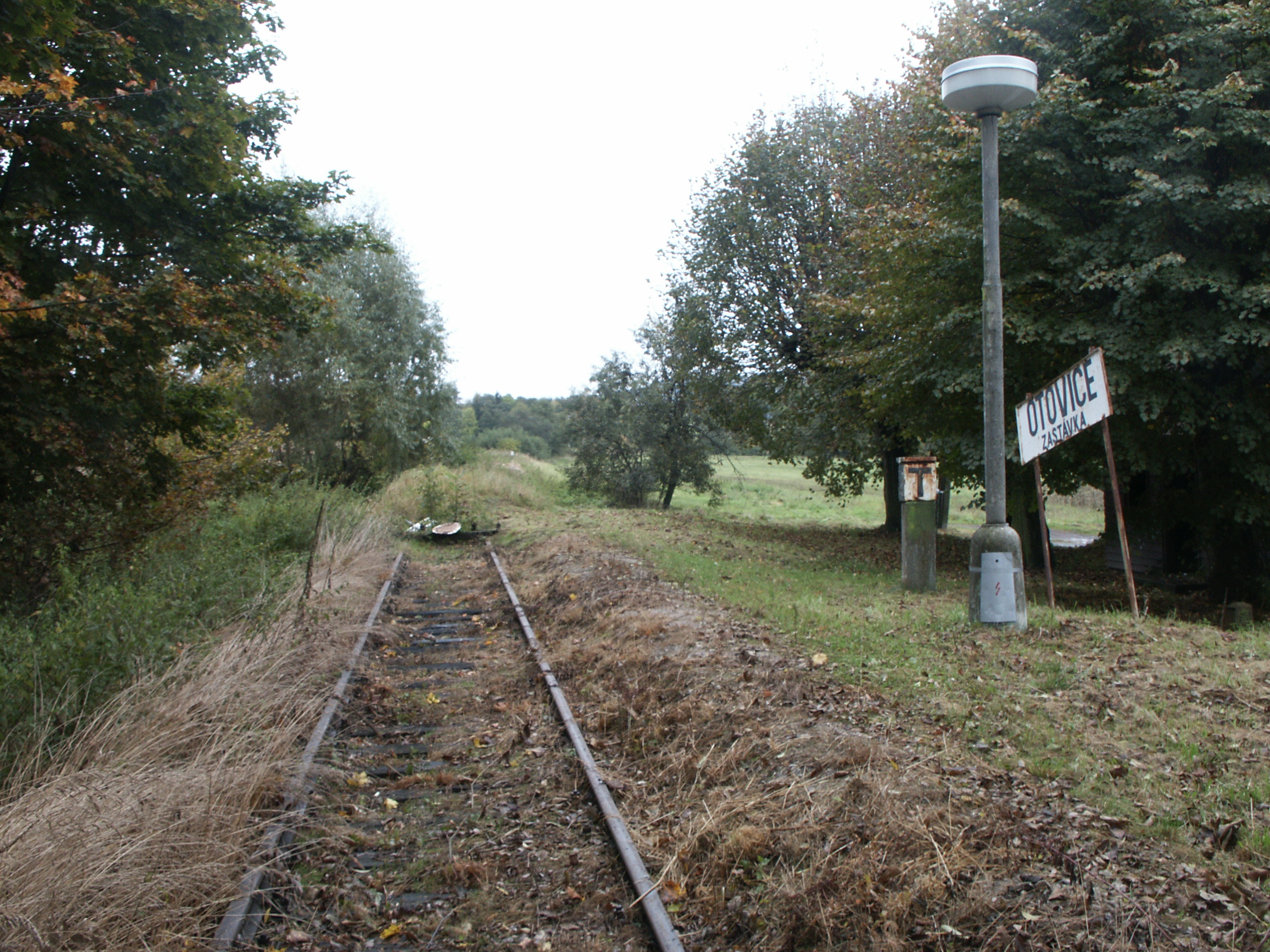
Konec trati v Otovicích (2007)

- Heřmanice – Bogatynia (Reichenau), zrušen (1900–1945, viz Železniční trať Frýdlant v Čechách - Heřmanice)
- Frýdlant – Zawidów (Seidenberg) (1875), dnes pouze nákladní doprava
- Jindřichovice pod Smrkem – Mirsk (Friedeberg) (1904–1945), zrušen
- Harrachov – Szklarska Poręba Górna (1902), před výměnou území s Polskem byl hraničním bodem most přes Jizeru mezi Kořenovem a Harrachovem, viz Tanvaldská ozubnicová dráha
- Královec – Lubawka (1869), po druhé světové válce provoz přerušen, obnoveno 2008, dnes pouze sezónní osobní doprava
- Meziměstí – Mieroszów (1877), Mezi roky 2003–2018 bez osobního provozu. Od roku 2018 zavedena sezónní osobní doprava. Občasná nákladní doprava.
- Otovice – Tłumaczów (Tuntschendorf) (1889), zrušen, v současné době existují plány na opětovné vybudování potřebné infrastruktury pro pravidelný nákladní provoz, důvodem je zprovoznění obnovené železniční tratě na úseku Tłumaczów – Ścinawka Średnia v režimu vlečky.
- Náchod – Kudowa Zdrój (pouze 1945), viz železniční trať Kłodzko – Kudowa Zdrój
- Lichkov – Międzylesie (1875)
- Bernartice – Dziewiętlice (1896), zrušen[8]
- Vidnava – Kałków-Łąka (1911), zrušen
- Mikulovice – Głuchołazy (1888), využíván jako peáž pro spojení Mikulovice – Jindřichov ve Slezsku, od prosince 2006 umožněn nástup a výstup cestujících ve stanici Głuchołazy
- Jindřichov ve Slezsku – Głuchołazy (1875)
- Krnov – Głubczyce (1873), zrušen
- Opava – Pilszcz (1909–1945), zrušen
- Chuchelná – Krzanowice (1895), zrušen, obnova uvedena v dopravní koncepci kraje, nepravděpodobná
- Bohumín – Chałupki (1848)
- Petrovice u Karviné – Zebrzydowice (Seibersdorf) (1855)
- Albrechtice – Marklowice (1914–1931), zrušen po ustavení státních hranic, zachovaly se jen patky mostu přes Olši
- Český Těšín – Cieszyn (1888) (administrativně se jedná o dva přechody: Český Těšín – Cieszyn, který je využíván pouze pro osobní dopravu, a Český Těšín – Cieszyn Marklowice, využívaný pouze pro nákladní dopravu)–

## Rakousko

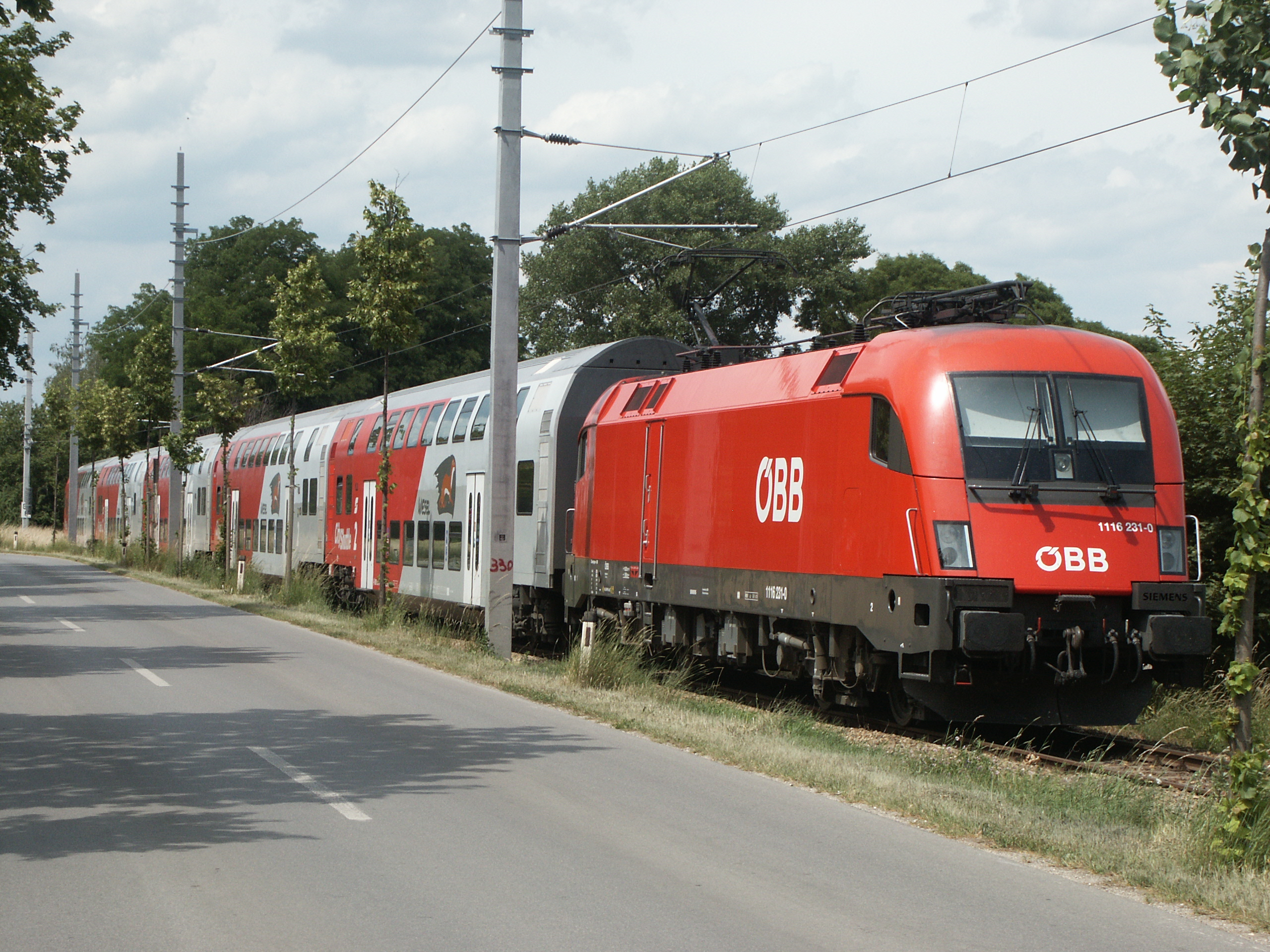
Osobní vlak čekající 700 metrů od bývalého hraničního přechodu Laa - Hevlín na odjezd do Vídně

- Břeclav – Hohenau (1839), viz Severní dráha císaře Ferdinanda
- Novosedly – Laa an der Thaya (1872–1930), zrušen
- Hevlín – Laa an der Thaya (1870), zrušen, existují úvahy o obnovení, nepravděpodobné
- Znojmo – Retz (1871)
- Slavonice – Fratres (1903–1948), dnes cyklostezka, hraniční úsek součástí EuroVelo 13
- České Velenice – Breitensee (1900–1950), úzkorozchodná trať Waldviertelbahn do Litschau
- České Velenice – Gmünd (1902–1950), úzkorozchodná trať do Groß Gerungs, po mostě přes Lužnici nyní vede stezka k pěšímu hraničnímu přechodu [9]
- České Velenice – Gmünd (1869), viz trať České Budějovice – Gmünd
- Horní Dvořiště – Summerau (1871), vznikl po změně trasování trati bývalé koněspřežné dráhy České Budějovice-Linec[10]

## Slovensko
- Mosty u Jablunkova – Čadca (1871), viz Železniční trať Bohumín - Čadca
- Horní Lideč – Lúky pod Makytou (1937), v letech 2019-2024 bez regionální dopravy
- Vlárský průsmyk – Horné Srnie (1888), osobní i nákladní doprava
- Velká nad Veličkou – Vrbovce (1929), pouze osobní doprava
- Sudoměřice nad Moravou – Skalica na Slovensku (1893), bez pravidelné dopravy
- Hodonín – Holíč (1891), bez pravidelné dopravy, v případě výluk na trati Břeclav – Kúty využíván pro odklony
- Lanžhot – Kúty (1900)

## Nerealizované projekty
- Nová Bystřice – Litschau (úzkorozchodné tratě), viz Železniční trať Jindřichův Hradec - Nová Bystřice
- Vejprty – Jöhstadt, prodloužení úzkorozchodné Přísečnické dráhy
- Moldava – Hermsdorf-Rehefeld, úzkorozchodná Pöbelská dráha do Schmiedebergu na Weisseritzské dráze
- Dubí - Altenberg, projekt propojení úvraťové stanice Dubí a stanice Altenberg tunelem o délce cca 4 km skrz masiv Krušných hor měl umožnit některým vlakům bezúvraťové projetí stanice Dubí a odlehčit tak provozu tehdy přetížené dráhy Most-Moldava. Stavba nikdy nebyla zahájena.
- Dolní Světlá – Jonsdorf, prodloužení Žitavské úzkorozchodné dráhy
- Osoblaha – Deutsch Rasselwitz (Racławice Śląskie), z vojenskopolitických důvodů dostala přednost úzkorozchodná dráha z Třemešné. Existují úvahy o prodloužení úzkorozchodné železnice z Osoblahy do Racławic Śląskich.
- Petřkovice – Annaberg (dnešní Chałupki), viz Železniční trať Opava východ – Hlučín – Petřkovice
- Velké Karlovice – Makov